# Neomochtherus
Neomochtherus is een vliegengeslacht uit de familie van de roofvliegen (Asilidae).

## Soorten
- N. acanthodes (Loew, 1849)
- N. alaicus Lehr, 1996
- N. albicans (Loew, 1849)
- N. albicomus (Hine, 1909)
- N. albiventris (Villeneuve, 1920)
- N. alpinus (Meigen, 1820)
- N. angustipennis (Hine, 1909)
- N. auratus Janssens, 1968
- N. auricomus (Hine, 1909)
- N. californicus (Hine, 1909)
- N. candidus (Becker, 1923)
- N. caspicus (Richter, 1966)
- N. congedus (Walker, 1851)
- N. corcyraeus Tsacas, 1965
- N. coryraeus Tsacas, 1965
- N. ganvus (Wulp, 1872)
- N. geniculatus (Meigen, 1820)
- N. genitalis Parui & Kaur & Kapoor, 1999
- N. gnavus (Wulp, 1872)
- N. gomerae Weinberg & Baez, 1989
- N. grandicollis (Becker, 1913)
- N. himalayensis Joseph & Parui, 1987
- N. hypopygialis (Schaeffer, 1916)
- N. idahoae Martin, 1975
- N. indianus (Ricardo, 1919)

- N. lassenae Martin, 1975
- N. latipennis (Hine, 1909)
- N. leclerqi Janssens, 1968
- N. montanus (Hine, 1909)
- N. nudus (Bezzi, 1906)
- N. olivierii Macquart, 1838
- N. olympiae Martin, 1975
- N. oregonae Martin, 1975
- N. pallipes

Roodpootroofvlieg (Meigen, 1820)
- N. patruelis (Wulp, 1872)
- N. pubescens Lehr, 1996
- N. rothkirchii (Speiser, 1913)
- N. rutilans (Wulp, 1898)
- N. schineri (Egger, 1855)
- N. siculus (Macquart, 1834)
- N. slepjani (Lehr, 1967)
- N. striatus (Wulp, 1891)
- N. variabilis (Lehr, 1964)
- N. willistoni (Hine, 1909)
- N. yasya Lehr, 1996